# Agostino Coletto
Agostino Coletto (Avigliana, 14 agosto 1927 – Pino Torinese, 1º giugno 2016) è stato un ciclista su strada italiano, professionista dal 1954 al 1961, vincitore di due Milano-Torino.

## Carriera
Vinse due volte la Milano-Torino, nel 1954 e nel 1958, al termine di due lunghe fughe solitarie. Fu un ottimo passista scalatore e un buon corridore di corse a tappe. Sesto al Giro d'Italia del 1955 e terzo nel 1956, dietro a Charly Gaul e Fiorenzo Magni. Nel 1956 fu tra i protagonisti della memorabile tappa del Monte Bondone, quando sotto la grandine e la neve, con temperature che sfiorarono i trenta gradi sotto zero, fu uno dei pochi a limitare il distacco da Gaul. Al Giro d'Italia 1958 indossò per tre giorni la maglia rosa, cedendola poi al vincitore Ercole Baldini.

## Palmarès
- 1954 (Fréjus, due vittorie)

Milano-Torino
2ª tappa, 2ª semitappa Roma-Napoli-Roma (L'Aquila > Avezzano)
- 1955 (Nivea, una vittoria)

3ª tappa, 2ª semitappa Gran Premio Ciclomotoristico (Potenza > Salerno)
- 1958 (Carpano, una vittoria)

Milano-Torino

## Piazzamenti

### Grandi giri
- Giro d'Italia

1953: 20º
1954: 11º
1955: 5º
1956: 3º
1958: 21º
1959: 35º
1960: 10º
1961: 14º
- Tour de France

1955: 12º
1956: 27º

### Classiche monumento
- Milano-Sanremo

1955: 17º
1956: 40º
1958: 82º
1960: 30º
- Parigi-Roubaix

1955: 23º
- Giro di Lombardia

1955: 11º
1956: 39º
1959: 18º